# Дюфлос, Клод-Огюстен
Клод-Огюстен Дюфлос (фр. Claude-Augustin Duflos, 10 мая 1700, Париж — 27 февраля 1786, там же) — французский живописец, рисовальщик и гравёр, мастер репродукционной гравюры в технике офорта.

## Происхождение и родственники
Клод-Огюстен Дюфлос родился в буржуазной семье, предки которой были выходцами из Пикардии. Его прадед Антуанан Дюфлос (умер в 1630 году), служил королевским нотариусом в городке Анизи-ле-Шато в регионе О-де-Франс (ныне департаменте Эна). Его дед Жак Дюфлос (1639—1674) был королевским хирургом. Отец Клод Дюфлос (1665—1727) — гравёром короля в Париже. Клод-Огюстен Дюфлос пошёл по стопам отца и избрал своим призванием гравирование и архитектуру.
Его сын Огюстен Дюфлос (1739—1789) трудился секретарём французского посольства в Испании и Англии. Внук Ив Мари Арман Дюфлсо де Сен-Аманд (1779—1857) избрал профессию финансиста и коллекционера в Дрё. Потомки Ив Мари Армана и поныне проживают во Франции.

## Биография и карьера
Клод-Огюстен Дюфлос родился в Париже 10 мая 1700 года. С детства увлёкся рисованием. Получив образование, стал трудиться рисовальщиком и гравёром. Клод-Огюстен является автором множества коллекций гравюр. Часть из них отредактировал и сохранил его племянник Пьер Дюфлос (также гравёр) в своей мастерской, расположенной недалеко от улицы Сен-Жак.
Широкую известность приобрели гравюры Клод-Огюстена Дюфлоса сделанные им по живописным оригиналам Франсуа Буше.
Ряд исследователей считает Дюфлоса автором офортов эротического характера в качестве иллюстраций поэмы Вольтера «Орлеанская девственница». Автором оригинальных рисунков был Клеман-Пьер Марилье.

## Галерея
- Полиция проводит аресты. По картине Э. Жора. 1756-1757. Офорт
- Бегство Святого семейства в Египет. По картине Г. Рени. После 1820. Офорт
- Аллегория воды. По оригиналу Ф. Буше. Офорт, резец
- Сад камней. По оригиналу Ф. Буше. Офорт, резец. 1737
- Аллегория сатирической поэзии. По оригиналу Ф. Буше. Офорт, резец. Ок. 1741